# Manolito Gafotas
Pour les articles homonymes, voir Manolito.

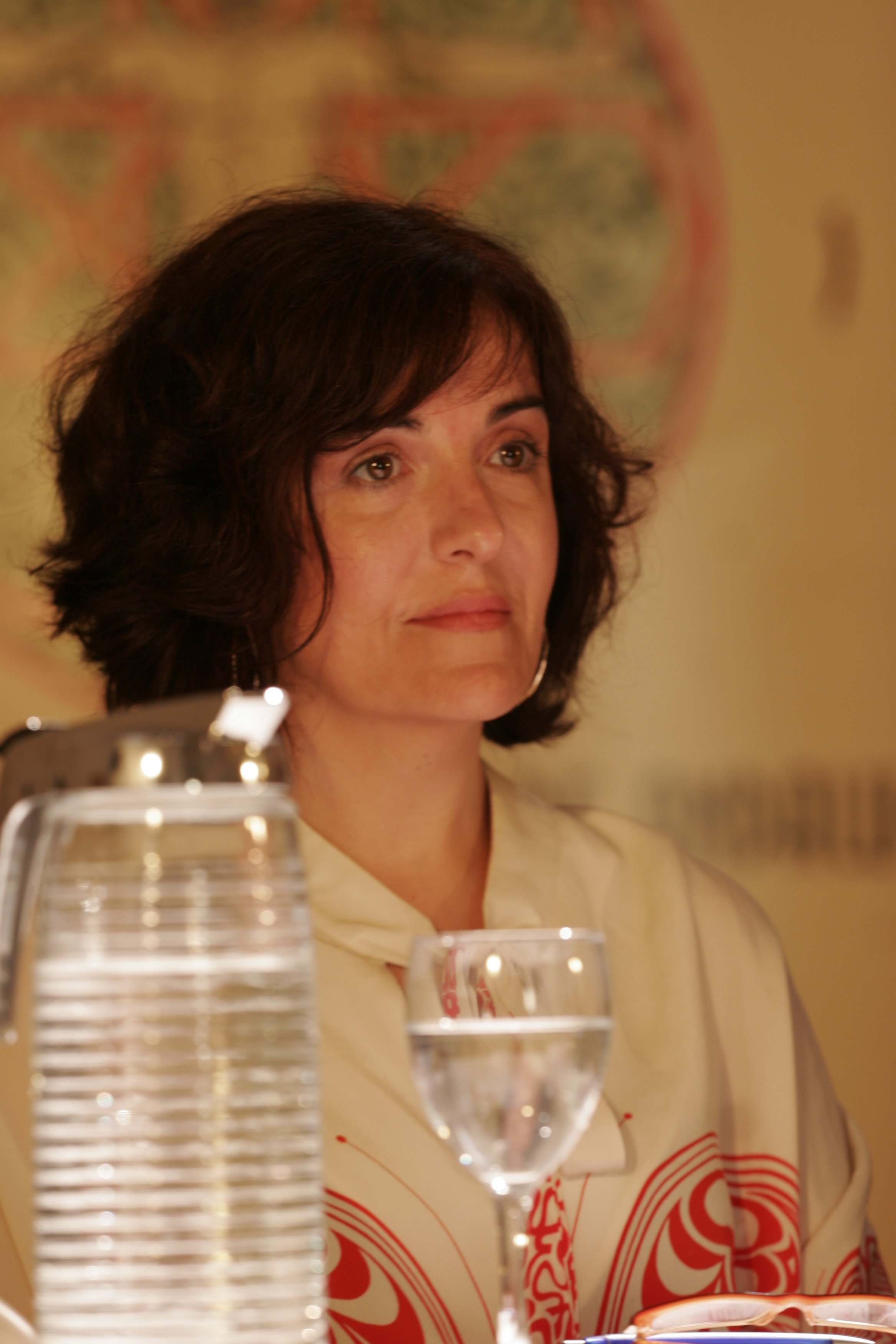
Elvira Lindo

Manolito Gafotas est une série de romans de l'écrivaine espagnole Elvira Lindo. Elle raconte les aventures d’un enfant de la classe ouvrière de Carabanchel, une banlieue au sud-ouest de Madrid. 
Elle a inspiré deux tournages, le premier, un film réalisé par Miguel Albaladejo en 1999 et le second, une série télévisée espagnole en 2004.

## Le public ciblé
Présenté comme un livre pour jeunes, sa cible semble se préciser plutôt chez des adultes ayant une nostalgie de leur enfance.

## Le langage
Le niveau de langage de Manolito Gafotas est un niveau commun, truffé d'expressions locales qui sont difficiles à déchiffrer si l'on n'a pas eu une certaine fréquentation du milieu du protagoniste ; c'est un espagnol très éloigné de celui enseigné à l'Institut Cervantes.

## Livres
- Manolito Gafotas (1994)
- Pobre Manolito  (1995)
- ¡Cómo molo!: (otra de Manolito Gafotas) (1996)
- Los trapos sucios de Manolito Gafotas (1997)
- Manolito on the road (1998)
- Yo y el Imbécil (1999)
- Manolito tiene un secreto (2002)
- Mejor Manolo (2012)